# Hampton Ridge
Hampton Ridge ist ein rund 16 km langer Gebirgskamm in der antarktischen Ross Dependency. In der Königin-Alexandra-Kette erstreckt er sich vom Pagoda Peak nordwärts zwischen dem Montgomerie-Gletscher und dem Mackellar-Gletscher. 
Das Advisory Committee on Antarctic Names benannte ihn 1966 nach Major William C. Hampton, Kommandeur einer Einheit der United States Air Force, welche die Texas Tech Shackleton Glacier Expedition (1964–1965) unterstützt hatte.